# Зграда Државне хемијске лабораторије у Београду
Зграда Државне хемијске лабораторије се налази у Београду, у Његошевој улици број 12, подигнута 1882. године за потребе већ основане Државне хемијске лабораторије. Представља непокретно културно добро као споменик културе.
Залагањем др Фердинанда Шамса, зграда је подигнута као академски конципирана приземница у складу с могућностима државе и потребама струке, иако је одлука о неопходности постојања овакве институције донета још 1859. године. Спрат је дозидан доста касније, 1927. године. Зграда представља документ о развоју хемијске струке у Србији и указује на постојање институције у континуитету од преко сто година.

## Историја
Почеци хемијских анализа почињу доста раније, још 1833. године, са слањем узорака минералне воде које је Кнез Милош Обреновић слао у Беч, а већ од 1837. године анализе српских минералних вода врше се у Државној апотеци од стране државног апотекара Павла Илића. Због изражених потреба Кнез 1859. године, оснива “Државну хемијску лабораторију” и за првог државног хемичара поставио је Павла Илића, бившег државног апотекара, "у којој би се вршиле судске експертизе и анализе минералних вода".
У новој згради Државне хемијске лабораторије у почетку су постојала два одељења. Једно је било за хигијенске и санитетско-полицијске анализе, а друго за судске анализе.
Са годинама постојања Државна хемијска лабораторија проширује обим анализа, пратећи савремене методе и унапређујући научни рад, долази до оснивања Института за хемију, технологију и металургију.
По годинама:
- Државна хемијска лабораторија (1859—1926),
- Хемијско одељење Централног хигијенског завода (1926—1941),
- Научноистраживачки институт Централне дирекције медицинске производње (1944—1948),
- Хемијски институт Српске академије наука (1948—1954)
- Хемијски институт (1954—1961),
- Институт за хемију, технологију и металургију (1961- )

## Управници Прве државне лабораторије
- Павле Илић, апотекар, 1859-1871. године,
- Др Алојз Хелих, апотекар, 1872-1873. године,
- Др Фердинанд Шемс, апотекар, 1873-1881. године,
- Др Отомар Фелкер, дипломирани хемичар, 1882-1894. године,
- Др Марко Леко, дипломирани хемичар, 1894-1920. године,
- Др Марко Николић, дипломирани хемичар, 1920-1926. године.